# مهندسی حقوقی

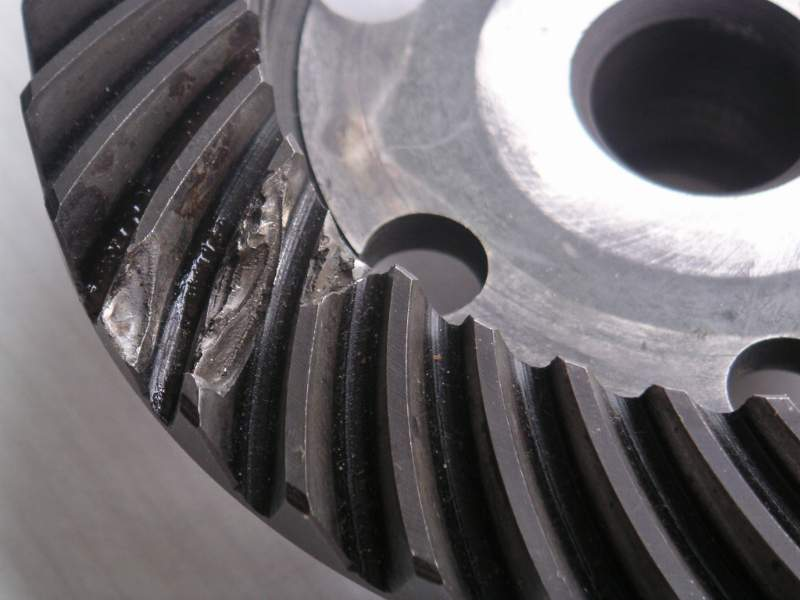
نمونه‌ای از یک‌چرخ‌دندهٔ خردشده. اساس مهندسی حقوقی، انجام تحقیقات مهندسی با هدف یافتن علت یا علل شکست یک مؤلفه یا کمک به دادگاه در تعیین میزان خسارت‌های مالی است.

مهندسی حقوقی (انگلیسی: Forensic engineering) یا مهندسی قانون، شاخه‌ای میان رشته‌ای از مهندسی و حقوق است، که در حوزه انجام تحقیقات در ناکامی‌های مهندسی، از دیدگاه حقوقی و قانونی، فعالیت می‌کند. مهندسی حقوقی وظیفه بررسی مواد اولیه، محصولات، سازه‌ها یا اجزا و اجناس تشکیل دهنده محصول نهایی را دارد، که عملکرد آن بخش، باعث بروز صدمه و خسارت به اموال شده یا زیان‌های اقتصادی دربرداشته‌است. به‌طور کلی هدف از مهندسی حقوقی، انجام تحقیقات مهندسی با هدف یافتن علت یا علل شکست یک مؤلفه یا کمک به دادگاه در تعیین میزان خسارت‌های مالی، همچنین انجام تحقیق در مورد ادعاهای مالکیت معنوی و حق ثبت اختراع می‌باشد.